# 2821 Slávka
2821 Slávka eller 1978 SQ är en asteroid i huvudbältet som upptäcktes den 24 september 1978 av den tjeckiske astronomen Zdeňka Vávrová vid Kleť-observatoriet. Den är uppkallad efter upptäckarens mor, Sláva Vávrová.
Asteroiden har en diameter på ungefär 3 kilometer.